# Patoka (Illinois)
Patoka – wieś w Stanach Zjednoczonych, w stanie Illinois, w hrabstwie Marion.